# Сергеев, Иван Петрович
Ива́н Петро́вич Серге́ев (1902, Саратов — 1991) — советский легкоатлет и тренер.
Заслуженный мастер спорта СССР (1937), заслуженный тренер СССР (1957). Выступал за Тифлис (по 1924), Москву (1925—1940); армейские спортивные клубы, спортивные общества «Пищевик», «Динамо» (с 1930).
7-кратный чемпион СССР в метании диска и гранаты, пятиборье, десятиборье (1924, 1927) и метании копья (1935). Как тренер подготовил несколько известных спортсменов.

## Биография
Родился в июне 1902 года в Саратове.
С детства занимался спортом — лёгкой атлетикой, классической борьбой, скоростным бегом на коньках; был тренером-общественником сначала в школе, а затем в институте. Окончил Саратовский инженерно-практический институт по специальности «инженер-механик».
Вскоре после окончания института призван в Красную Армию, где стал руководителем физической подготовки в одной из военных школ в Тифлисе. В 1924 году сначала показал высокие результаты на Военно-стрелково-спортивной олимпиаде Отдельной Кавказской армии (послал диск на 43 м, в то время как рекорд СССР составлял 35,74 м), а затем выиграл 3 вида на Всесоюзном празднике физической культуры (ныне входит в статистику как чемпионат СССР). В 1925 году установил рекорд СССР в метании гранаты (75,8 м), превышающий мировой рекорд.
После победы в 3 видах на первенстве РСФСР 1927 года (ныне входит в статистику как чемпионат СССР) сосредоточил основное внимание на метании копья, в котором сначала стал чемпионом СССР, а затем в 1936 году побил продержавшийся 11 лет рекорд СССР в метании копья, установленный Решетниковым (рекорд Сергеева был побит меньше чем через месяц Алексеевым).
Окончил Государственный центральный институт физической культуры (ГЦОЛИФК).

## Спортивные достижения
|       | Метание копья | Метание копья | Толкание ядра | Толкание ядра | Метание диска | Метание диска    | Метание гранаты | Метание гранаты | Пятиборье | Пятиборье | Десятиборье | Десятиборье   |
| Место | Результат     | Место         | Результат     | Место         | Результат     | Место            | Результат       | Место           | Результат | Место     | Результат   |               |
| ----- | ------------- | ------------- | ------------- | ------------- | ------------- | ---------------- | --------------- | --------------- | --------- | --------- | ----------- | ------------- |
| 1924  | 3-е место     | 47,75 м       | 3-е место     | 11,00 м       | чемпион       | 40,65 м — Р СССР |                 |                 | чемпион   | 2547      | чемпион     | 5122 — Р СССР |
| 1927  | 3-е место     | 40,54 м       | 3-е место     | 11,875 м      | чемпион       | 53,28 м          | чемпион         | 70,80 м         | чемпион   | 2853      |             |               |
| 1928  |               |               |               |               |               |                  |                 |                 |           |           |             |               |
| 1931  |               |               |               |               |               |                  |                 |                 |           |           |             |               |
| 1934  | 3-е место     | 56,29 м       |               |               |               |                  |                 |                 |           |           |             |               |
| 1935  | чемпион       | 58,22 м       |               |               |               |                  |                 |                 |           |           |             |               |
| 1936  | 2-е место     | 57,99 м       |               |               |               |                  |                 |                 |           |           |             |               |
| 1937  | 2-е место     | 59,07 м       |               |               |               |                  |                 |                 |           |           |             |               |
| 1938  |               |               |               |               |               |                  |                 |                 |           |           |             |               |
| 1939  |               |               |               |               |               |                  |                 |                 |           |           |             |               |
| 1940  | 3-е место     | 55,30 м       |               |               |               |                  |                 |                 |           |           |             |               |

Рекорды СССР
```
метание копья      63,93            29.05.1936   
Тбилиси
```

```
толкание ядра      11,80             5.06.1927   
Москва
```

```
метание диска      40,65            31.08.1924   
Москва
, чемпионат СССР
                   40,93            16.08.1925   
Москва
```

```
десятиборье        5122           4— 5.09.1924   
Москва
, чемпионат СССР
```

## Тренер
Был тренером сборной СССР (в том числе на Олимпийских играх 1952).
Воспитанники
- Сеченова, Евгения Ивановна — чемпионка Европы 1946, серебряный призёр ЧЕ 1950 в беге на 100 м и 200 м, бронзовый призёр ЧЕ 1946, 1950 в эстафете 4×100 м, 19-кратная чемпионка СССР.
- Каракулов, Николай Захарович — чемпион Европы 1946 в беге на 200 м, 1950 в эстафете 4×100 м, 17-кратный чемпион СССР.
- Чудина, Александра Георгиевна — чемпионка Европы 1954 в пятиборье, серебряный призёр ОИ 1952 в прыжках в длину, метании копья и бронзовый призёр в прыжках в высоту, серебряный призёр ЧЕ 1946 в прыжках в высоту, 1954 в прыжках в длину, установила 3 РМ в прыжках в высоту и пятиборье (1953—1955), 39-кратная чемпионка СССР.
- Сухарев, Владимир Георгиевич — чемпион Европы 1950, серебряный призёр ОИ 1952, 1956 в эстафете 4×100 м, бронзовый призёр ЧЕ 1950 в беге на 100 м, 9-кратный чемпион СССР.

## Награды
- Орден «Знак Почёта» (27.04.1957) — «за успехи, достигнутые в деле развития массового физкультурного движения в стране, повышения мастерства советских спортсменов, и успешное выступление на международных соревнованиях»

## Книги
Автор книги «Быстрее, выше, дальше!» с подзаголовком «Молодым физкультурникам о лёгкой атлетике», изданной в 1948 году (М.; Л.: «Физкультура и спорт», 1948. — 224 с.) и дважды переиздававшейся (М.: «Физкультура и спорт», 1953. — 286 с.; М.: «Физкультура и спорт», 1960. — 279 с.).